# Miquel
Miquel és un nom d'origen hebreu que vol dir qui és com Déu o Déu és inigualable, en hebreu Mikha-el.

## Miquel en diferents llengües
- Àrab: ميخائيل (Mikhàïl)
- Basc: Mikel
- Francès: Michel
- Anglès, Alemany: Michael
- Castellà: Miguel
- Gallec: Miguel
- Finlandès: Mikael
- Italià: Michele
- Polonès: Michał
- Portuguès: Miguel
- Rus: Михаил (Mikhaïl, Mihail)
- Letó: Mihails

## Emperadors romans d'Orient
- Miquel I Rangabé
- Miquel el Tartamut
- Miquel III l'Embriac
- Miquel IV el Paflagoni
- Miquel V el Calafat
- Miquel VI l'Estratiòtic
- Miquel VII Ducas
- Miquel VIII Paleòleg
- Miquel IX Paleòleg

## Altres personatges
- Miquel Alexandrí, patriarca d'Alexandria al segle ix.
- Miquel Apostoli, eclesiàstic grec del segle xv.
- Miquel Ataliota, jutge i procònsol en temps de Miquel VII Ducas segle xi
- Miquel Balsamó, eclesiàstic grec del segle xv.
- Miquel Cerulari, Patriarca de Constantinoble del 1043 al 1058.
- Miquel Curcues, patriarca de Constantinoble (1143-1146)
- Miquel d'Efes o Miquel Efesi, arquebisbe d'Efes al segle xi.
- Miquel Gramàtic, escriptor romà d'Orient, probablement del segle xi.
- Miquel Monjo, eclesiàstic grec del segle ix.
- Miquel Pròquir, escriptor grec.
- Miquel Prevere, eclesiàstic grec del segle ix.
- Miquel de Sínnada, bisbe de Sínnada.
- Miquel de Tessalònica, eclesiàstic grec del segle xii.

## Celebritats
- Mikhaïl Bakunin: pensador i activista anarquista rus
- Miquel Carreras i Costajussà: advocat, historiador, arxiver i filòsof sabadellenc
- Miquel Costa i Llobera, poeta mallorquí
- Miguel de Cervantes: escriptor espanyol
- Miquel Crusafont i Pairó, paleontòleg català
- Miguel Delibes, escriptor espanyol
- Miquel Iceta, polític català
- Miguel Indurain: ciclista
- Michael Jackson: cantant
- Michael Jordan: jugador de basquetbol
- Miquel Martí i Pol: poeta català
- Miki Núñez, artista català, participant a Eurovisió
- Miguel Ríos: cantant
- Miquel Roca i Junyent, advocat i polític, un dels "pares de la Constitució espanyola"
- Miquel Servet, un humanista, teòleg i científic aragonès
- Michael Schumacher: pilot de Fórmula 1

## Abreviatures
- Mike
- Quel
- Miqui
- Mic

## Arcàngel
L'arcàngel Miquel és un dels set arcàngels, el rang superior en l'escala dels àngels, que apareix citat al Llibre de Daniel i al Llibre de l'Apocalipsi, i que va manar la host d'àngels fidels que van derrotar Llucifer i els àngels rebels.